# Mussidae
Mussidae là một họ san hô trong bộ Scleractinia. Nhiều loài trong họ này được buôn bán rộng rãi để trang trí trong các bể cá.

## Hình ảnh

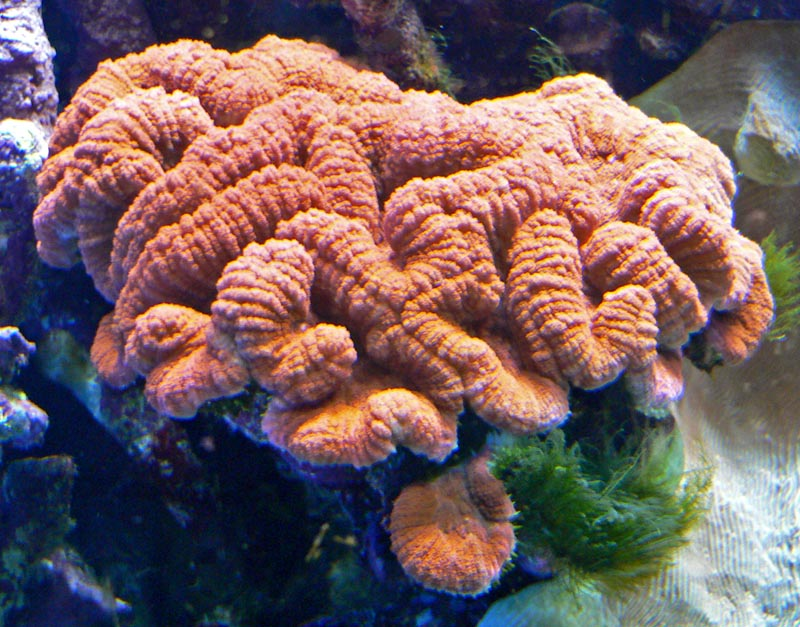
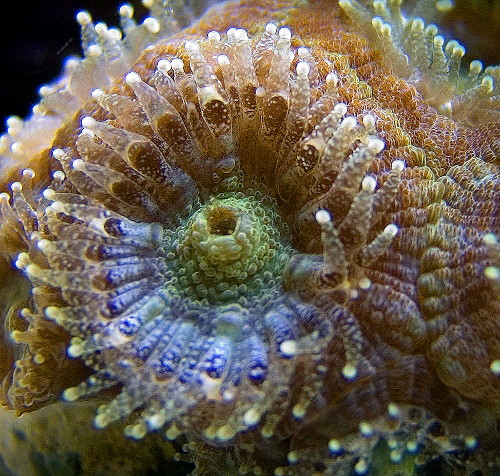
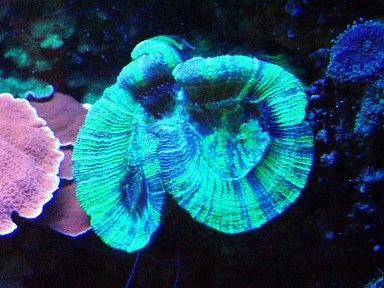
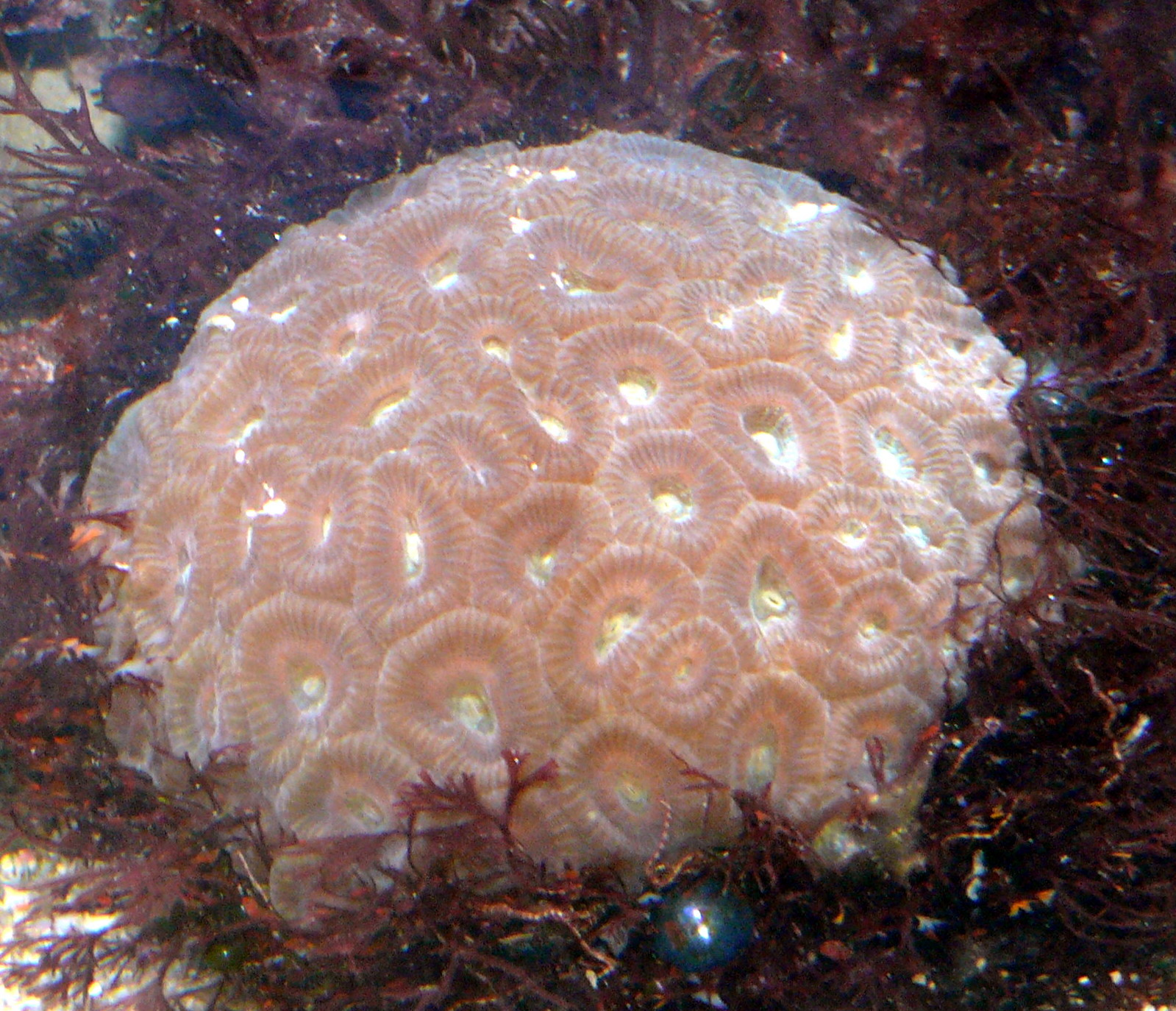

## Phân loại
Chi Acanthastrea
- Acanthastrea bowerbanki
- Acanthastrea brevis
- Acanthastrea echinata
- Acanthastrea faviaformis
- Acanthastrea hemprichii
- Acanthastrea ishigakiensis
- Acanthastrea lordhowensis
- Acanthastrea regularis
- Acanthastrea rotundata

Chi Australomussa 
- Australomussa rowleyensis

Chi Blastomussa
- Blastomussa merleti
- Blastomussa wellsi

Chi Cynarina
- Cynarina lacrymalis
- Isophyllia
- Isophyllia rigida
- Isophyllia sinuosa

Chi Lobophyllia
- Lobophyllia corymbosa
- Lobophyllia hataii
- Lobophyllia hemprichii
- Lobophyllia pachysepta

Chi Mussa
- Mussa angulosa

Chi Mussismilia
- Mussismilia braziliensis
- Mussismilia harttii
- Mussismilia hispida

Chi Mycetophyllia
- Mycetophyllia aliciae
- Mycetophyllia danaana
- Mycetophyllia lamarckiana

Chi Scolymia
- Scolymia australis
- Scolymia cubensis
- Scolymia lacera
- Scolymia vitiensis
- Scolymia wellsii

Chi Symphyllia
- Symphyllia mallotiformis